# Michel Dorigny
Michel Dorigny, in passato italianizzato in Michele Dorignì (San Quintino, 1616 – Parigi, 20 febbraio 1665), è stato un pittore e incisore francese.

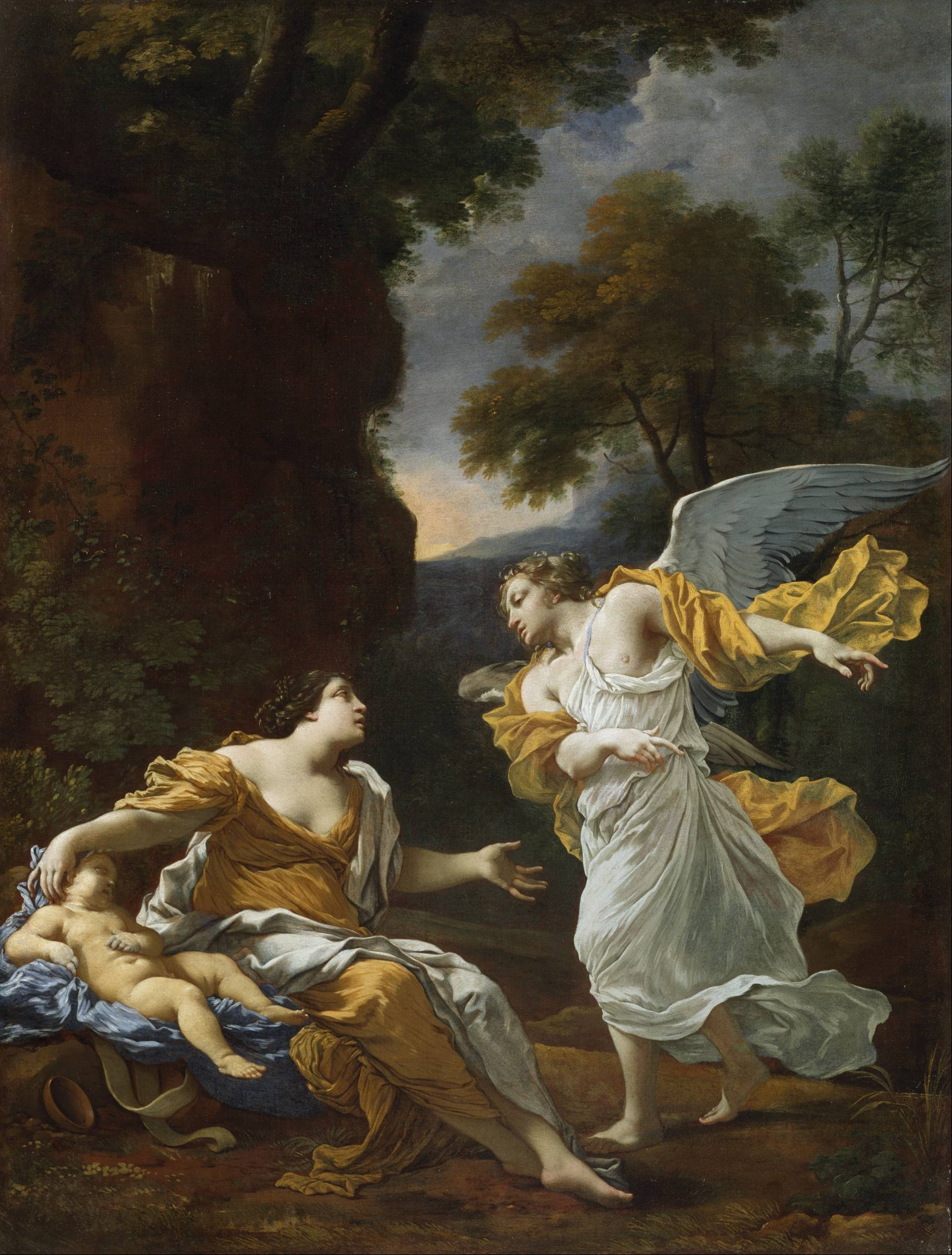
Agar e l'angelo, 1645 circa

Fu un alunno e il genero del pittore Simon Vouet.

## Biografia
Sembra che Michel Dorigny provenisse da un ambiente abbastanza agiato. Suo padre Nicolas era un consigliere del re, mentre lo zio François Dorigny era un prete e un canonico. Nessun membro della famiglia proveniva da un ambiente artistico. Dorigny sarebbe poi stato il collaboratore stretto di Simon Vouet, il primo pittore del re.

### Debutto negli studi di Lallemant e Vouet
Il 9 o l'11 febbraio 1630, egli lasciò San Quintino per entrare nello studio di Georges Lallemant, dal quale non uscì fino al marzo del 1635. Questo pittore oggi rimane molto sconosciuto, eppure dal suo studio sono usciti molti pittori celebri come Niccolò Pussino, Philippe de Champaigne o Laurent de La Hyre. Michel Dorigny entrò in seguito nello studio di Simon Vouet nel 1638. Non si sa cosa abbia fatto nel periodo tra il 1635 e il 1637. Dai suoi inizi nello studio di Vouet, dovette riprodurre le sue opere principali a stampa così da diffondere la maniera del maestro. Nel 1637 circa, Vouet gli commissionò una serie di 17 tavole che uscirono nel 1638. Il loro tema erano i soffitti che Simon Vouet stava per realizzare al castello di Chilly, parti della pala d'altare per la chiesa di Sant'Eustachio o le decorazioni dell'hôtel Séguier. Lavorò in questo studio fino al 1649, la data della morte del maestro, e da allora iniziò la sua autonomia artistica.

### Dallo studio di Vouet all'autonomia artistica

Un'incisione tratta dal Cristo morto di Simon Vouet, risalente al 1644. In basso si notano le scritte "Simon Voüet (...) pinxit" e "M. Dorigny sculpsit".

Alunno e collaboratore di Simon Vouet, Michel Dorigny non lasciò da parte la sua carriera. Nonostante non sia molto studiato e le sue opere siano disperse nel mondo intero, di lui conosciamo molti oli su tela con dei soggetti esclusivamente religiosi o mitologici. Come il suo maestro, fu anche un decoratore ammirevole della Parigi di Luigi XIII. Molti dei suoi soffitti del diciassettesimo secolo sono stati distrutti o si trovano in delle abitazioni private. Nel 1640, Dorigny e Vouet firmarono insieme un contratto per la "lavorazione di dipinti e tavole" previsto per durare dal 9 dicembre 1640 al 1 agosto 1646. Dorigny ci guadagnava 220 livre all'anno. Sembra che la collaborazione si svolse fino al matrimonio di quest'ultimo, nel 1648.
Il 27 gennaio 1648, una delibera del consiglio di stato costituì la nascita dell'accademia reale di pittura e scultura. Simon Vouet, che era il pittore più eminente del momento, non venne scelto per divenirne il direttore e sarebbe morto il 17 luglio dell'anno seguente. Michel Dorigny ottenne il permesso di succedergli nell'usufruimento del suo studio: si installò nelle gallerie del palazzo del Louvre con sua moglie e nel 1651 di continuare a diffondere le stampe che realizzava con il suo cognato, François Tortebat, dalle opere del maestro. Dalla morte di Vouet alla propria scomparsa nel 1665, Michel Dorigny si impose davvero a Parigi, distaccandosi dallo stile del maestro. Nel 1660, François Tortebat gli chiese di realizzare un arco di trionfo, in occasione dell'entrata di Luigi XIV e Maria Teresa d'Austria, che si innalzasse poco prima di quello di Charles Le Brun, provando così la sua notorietà e il suo talento. Venne ricevuto all'accademia reale il 3 marzo 1633, assieme a Jean Nocret e Nicolas Mignard, come consigliere. Venne nominato professore l'anno successivo.

### Vita privata
La vita privata di Michel Dorigny è strettamente legata alla sua vita professionale. Come François Tortebat, Michel Dorigny sposò una delle figlie di Simon Vouet, Jeanne-Angélique (nata il 13 maggio 1630). Il contratto di matrimonio fu firmato il 16 gennaio 1648. La coppia si sposò l'11 febbraio 1648 alla chiesa di San Germano d'Auxerre. Nel contratto di matrimonio, Michel Dorigny porta il titolo di "pittore ordinario del re". La giovane coppia si installo nella rue Saint-Thomas-du-Louvre. I due ebbero tre figli: Nicolas e Louis (in Italia noto come Ludovico), che diventarono l'uno pittori e incisori, e un terzo, Jean-Baptiste, sepolto nel 1649.
Egli morì il 20 febbraio 1665 a Parigi, al palazzo del Louvre. Fu sepolto l'indomani nella chiesa nella quale si era sposato, alla presenza di quaranta preti. La moglie morì nel 1680.

## Opere principali

### Pittura su cavalletto

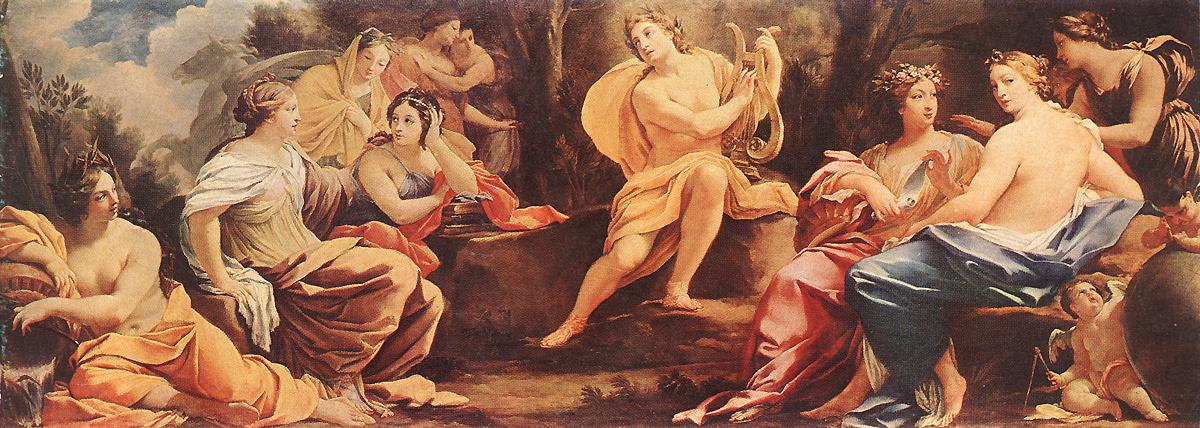
(Attribuito) Parnaso o Apollo e le Muse, 1640 circa.

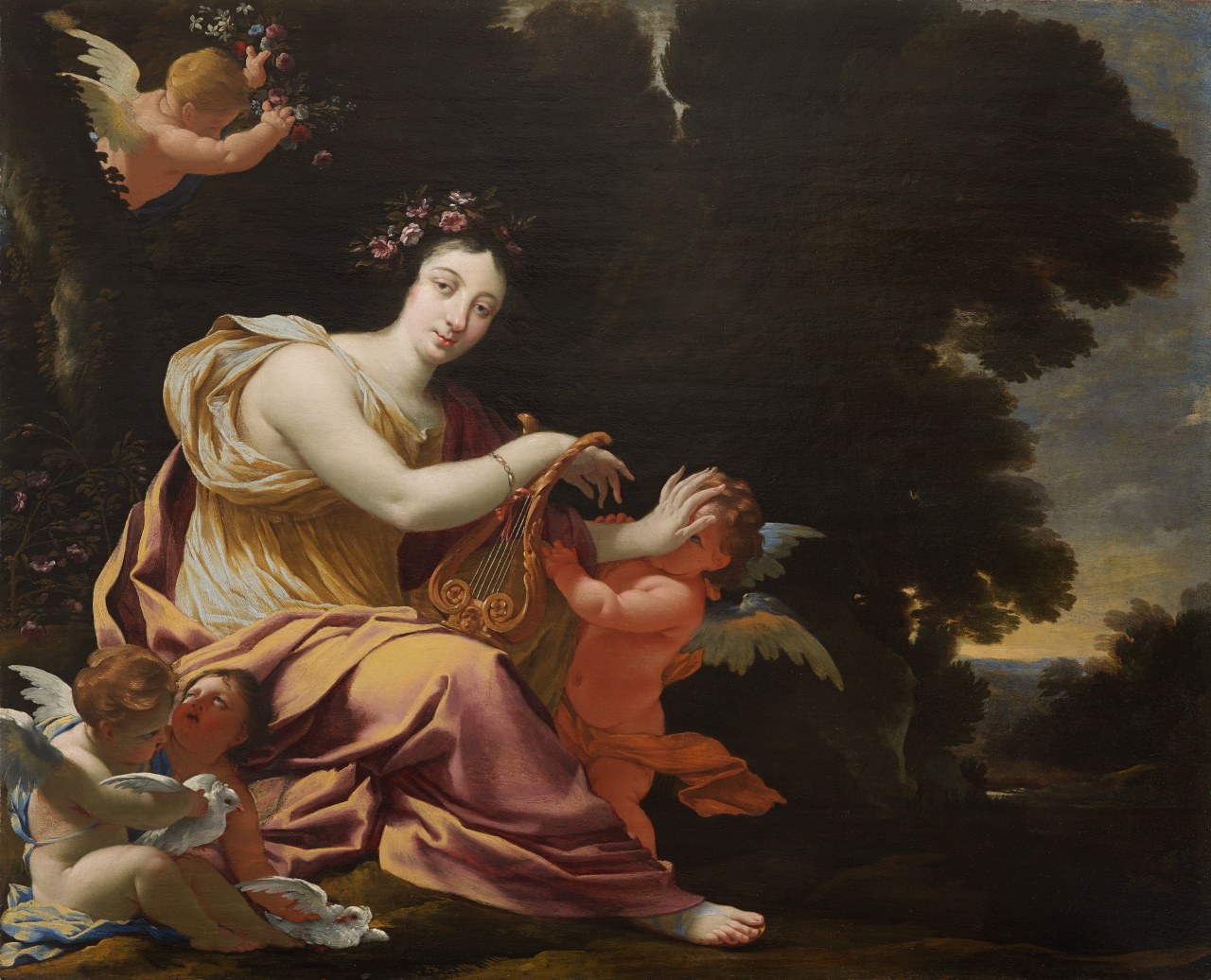
Tersicore, 1640

Michel Dorigny si distinse nei generi più stimati che l'accademia reale avrebbe definito. Tuttavia, i soggetti mitologici sembrano prevalere ampiamente sulla pittura religiosa. Non si conoscono di lui alcun paesaggio, ritratto o natura morta. Avendo seguito la maniera di Simon Vouet, è difficile attribuire le sue opere.

### Soffitti e decorazioni
Dai suoi inizi con Simon Vouet, Dorigny partecipò alla realizzazione di decorazioni grandi per gli hôtel particulier, come quella dell'hôtel Séguier, al numero 5 della rue Gît-le-Cœur a Parigi. Una volta divenuto autonomo, continuò la sua attività di decoratore, dando a Parigi e alla sua regione degli insiemi decorativi che in gran parte sono stati distrutti.
Nel palazzo Mazzarino a Parigi (che oggi ospita il dipartimento di stampe e di fotografia della biblioteca nazionale di Francia), gli è attribuita una figura dell'Abbondanza dipinta su un doppio soffitto separato da una trave. Un soffitto e un'alcova dipinti per il castello di Colombes e trasferiti al castello dei Leoni, oggi il municipio di Port-Marly, furono realizzati da Vouet e Dorigny. Vouet dipinse il compartimento centrale scomparso, noto da un'incisione di Jean Boulanger. Dorigny dipinse le Quattro stagioni nella parte di volta e L'alba e la rugiada nell'alcova.
Per la regina Anna d'Austria, al castello di Vincennes Dorigny realizzò numerosi dipinti sui soffitti, in parte conservati al castello o al museo del Louvre. Quest'ultimo conserva La Forza e la Prudenza, oltre che la Temperanza, l'America, l'Europa, l'Africa, l'Asia e due tondi che rappresentano dei geni che reggono lo stemma di Anna d'Austria. Il castello di Vincennes conserva La Fama e la Giustizia, un'Allegoria della gloria di Filippo d'Orléans, fratello di Luigi XIV e Flora e Zefiro. Una grande composizione con Apollo e le Muse venne distrutta durante il secondo conflitto mondiale.
All'hôtel de Lauzun, Michel Dorigny realizzò tra il 1656 e il 1657 dei soffitti dove l'influenza di Vouet è meno percepibile. Vi dipinse Diana ed Endimione, Flora e Zefiro, il Trionfo di Venere, il Trionfo di Cerere e il Trionfo di Flora. Dorigny avrebbe anche partecipato alla decorazione dell'hôtel de Ribault, dell'hôtel d'Hesselin, dell'hôtel Amelot de Bisseuil e del castello di Dampierre-en-Burly, tra gli altri.

### Stampe
Michel Dorigny incise quasi 140 stampe a puntasecca. Il catalogo delle incisioni di Michel Dorigny venne pubblicato da Alexandre-Pierre-François Robert-Dumesnil nel 1839.

### Disegni
Tra i suoi disegni si citano dei Baccanali, due delle quali sono conservate alla scuola di belle arti parigina. Questi due disegni costituiscono assieme ad altri tre una serie coerente e autonoma. Vanno messi in relazione con una serie di sei Baccanali incise con l'acquaforte e con il bulino da Dorigny da delle sue proprie invenzioni. Si tratta quindi di studi molto compiuti, databili alla fine degli anni 1630 e all'inizio degli anni 1640.

## Galleria d'immagini

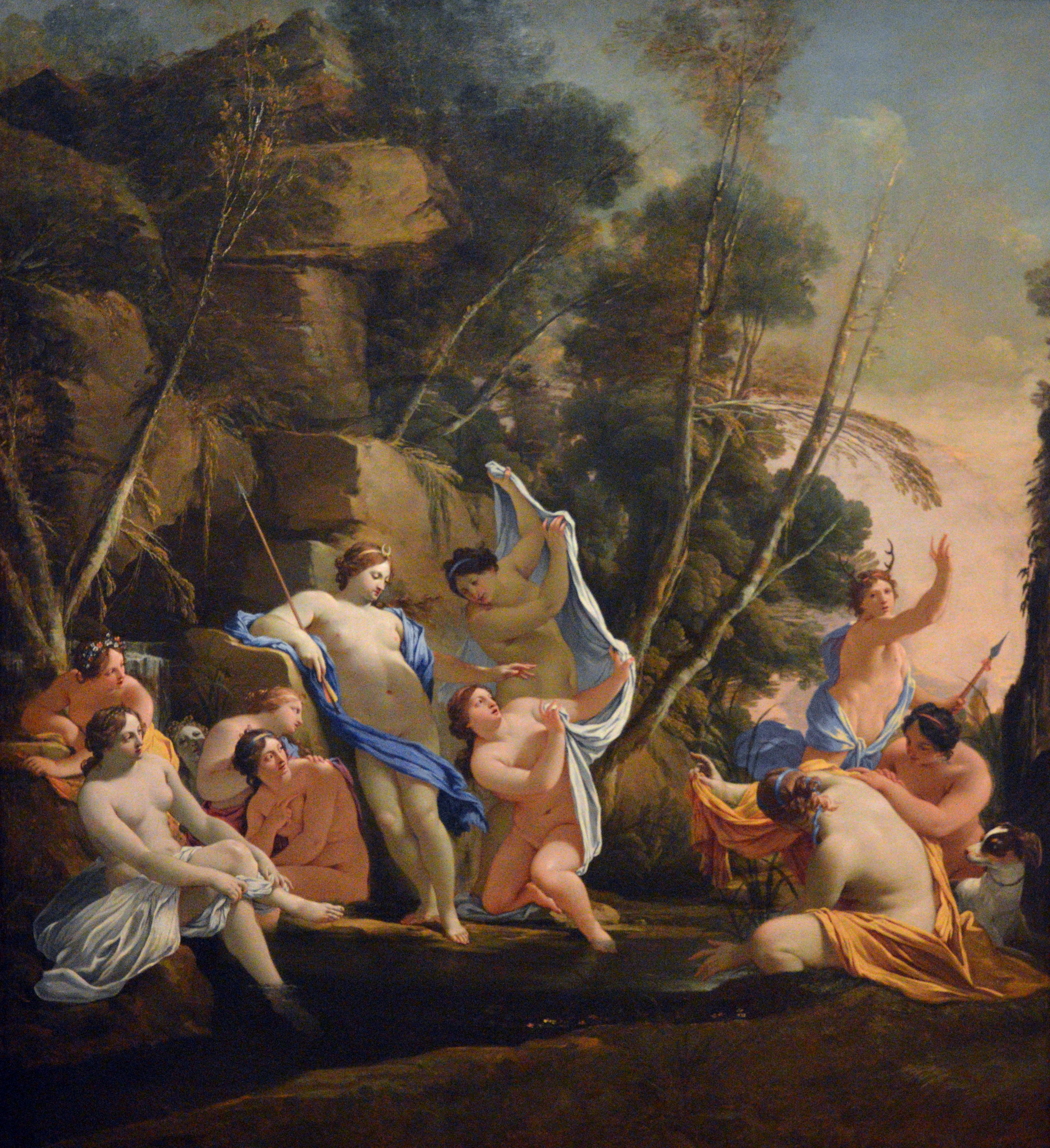
Diana e Atteone, 1630 circa
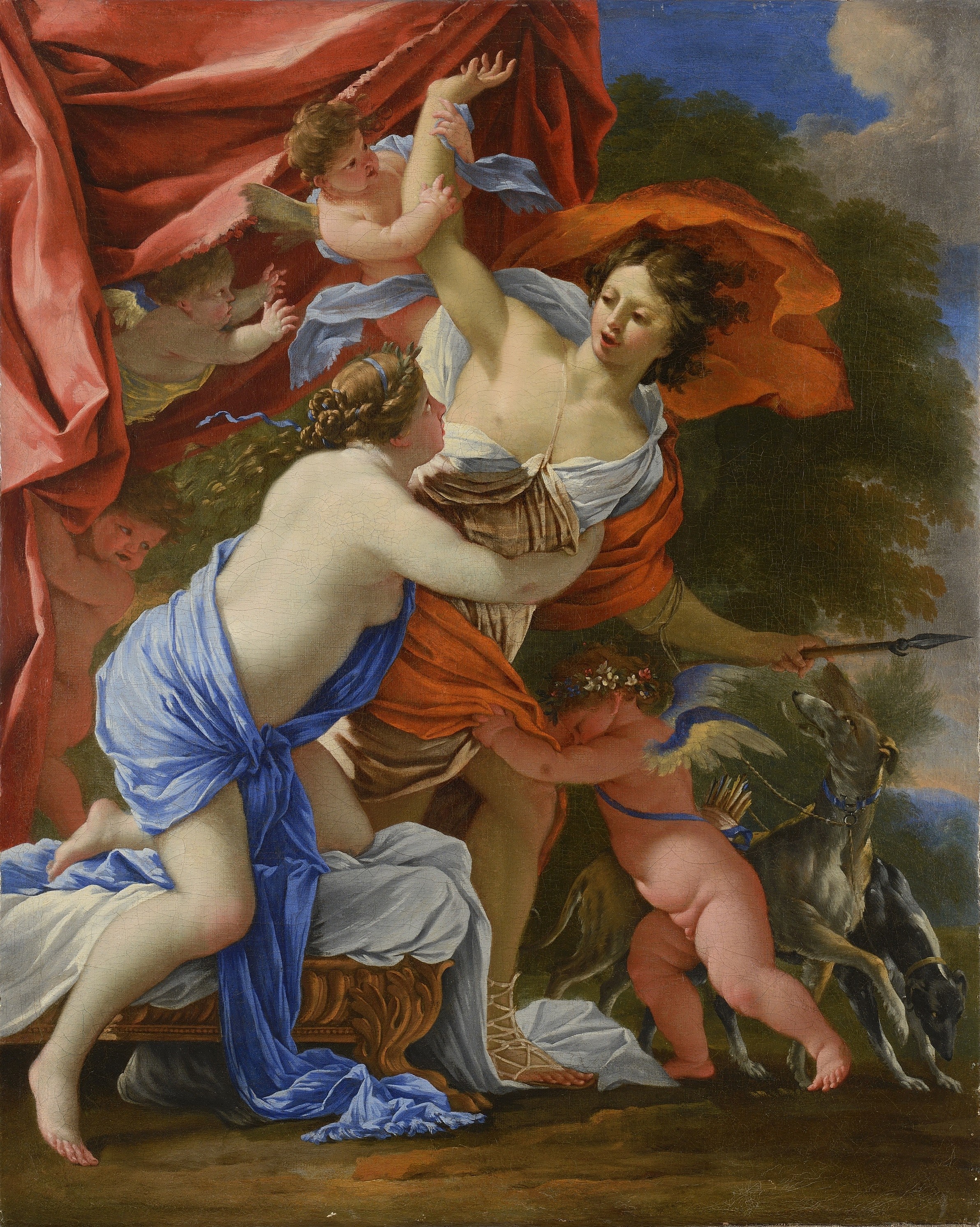
Venere e Adone, 1640
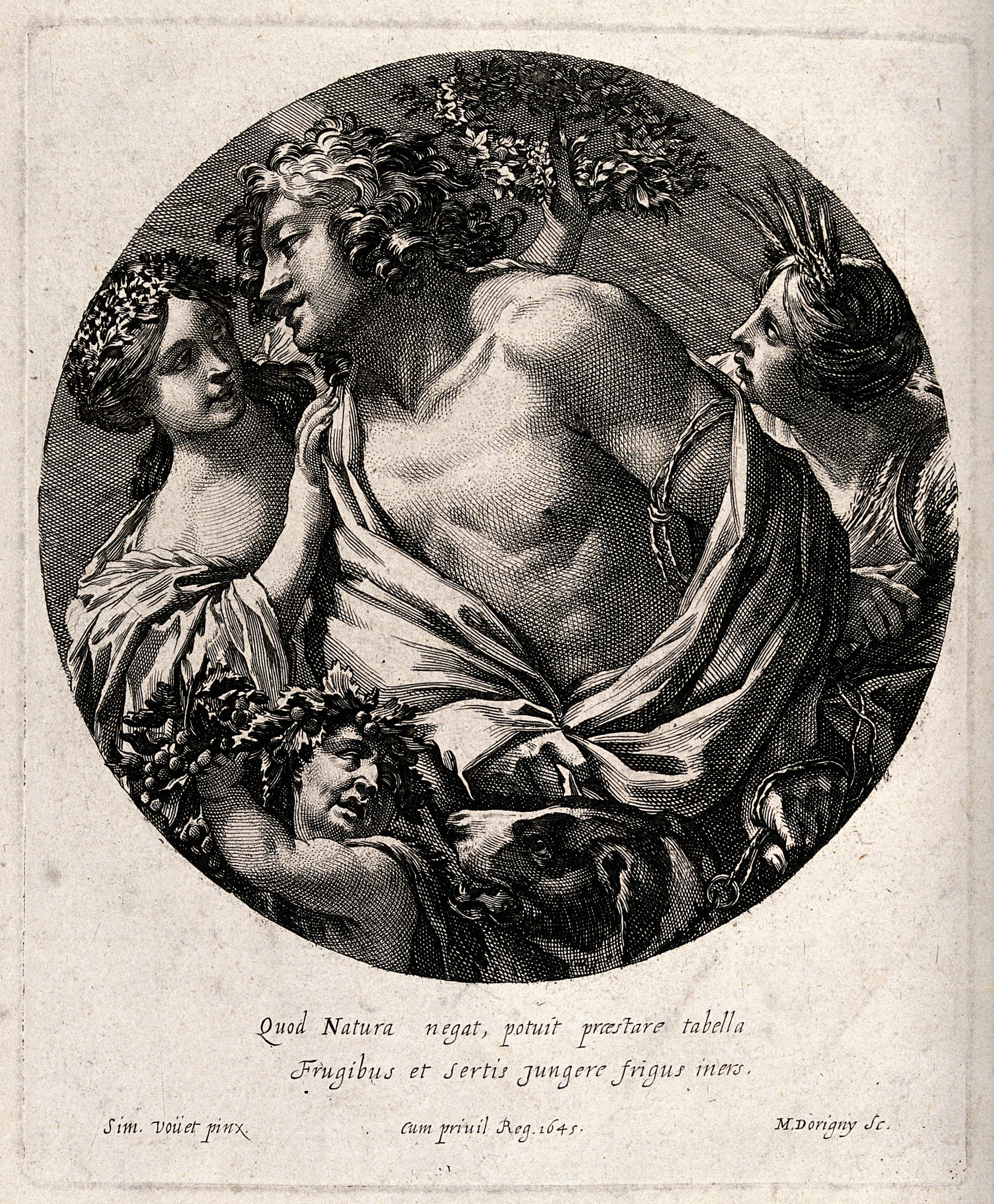
Bacco, incisione da Simon Vouet, 1645
Pan e Siringa, 1657